# Rohan Ricketts
Rohan Anthony Ricketts (* 22. Dezember 1982 in Clapham) ist ein englischer ehemaliger Fußballspieler. Der auf beiden Außenbahnen im Mittelfeld einsetzbare Ex-Akademiespieler des FC Arsenal war neben seiner Heimat in Kanada, Ungarn, Moldawien, Deutschland, Irland, Indien, Ecuador, Thailand, Hongkong und Bangladesch aktiv.

## Sportlicher Werdegang
Ricketts gewann als Teenager in den Jahren 2000 und 2001 mit dem FC Arsenal jeweils den FA Youth Cup, blieb aber mit Ausnahme eines Einsatzes im Ligapokal gegen Manchester United. ohne Pflichtspiel für die A-Mannschaft der „Gunners“. Es führte den Flügelspieler anschließend im Jahr 2002 zu Arsenals erbitterten Rivalen Tottenham Hotspur; er war damit sowohl erst der vierte Fußballer in der Vereinsgeschichte, der diesen Schritt machte, als auch insgesamt zu diesem Zeitpunkt der zwölfte Spieler, der für beide Klubs im Laufe einer Karriere antrat.
In seinem ersten Jahr bei den „Spurs“ blieb er noch „außen vor“, entwickelte sich dann aber in der Saison 2003/04 zum Stammspieler und erhielt dafür im Dezember 2003 eine Vertragsverlängerung um ein weiteres Jahr. Durch diese Leistungssteigerung wurde auch mit Tord Grip der Kotrainer der englischen Nationalmannschaft auf ihn aufmerksam, aber mögliche Pläne einer Nominierung in die Auswahl Englands bekamen dadurch einen Rückschlag, dass sein Trainer und Förderer Glenn Hoddle in Tottenham entlassen wurde und seine Einsätze rarer wurden. In der folgenden Spielzeit 2004/05 sollten sowohl Jacques Santini als auch später Martin Jol nur selten Ricketts’ Dienste beanspruchen und liehen ihn stattdessen an die Zweitligisten Coventry City und Wolverhampton Wanderers aus, wobei er bei den „Wolves“ wieder für Glenn Hoddle spielte.
Im Sommer 2005 wechselte Ricketts dauerhaft nach Wolverhampton, kam dort in zwei Jahren nur in etwa der Hälfte der Ligaspiele zum Einsatz und half zwischen März und Mai 2007 kurzzeitig bei den Queens Park Rangers aus. Bereits im Juli 2007 entließen ihn die „Wolves“ aus dem laufenden Vertrag und Ricketts entschied sich für die Unterzeichnung eines neuen Kontrakts beim Zweitligisten FC Barnsley, wo sein vorzeitiges Ende jedoch auch bereits nach nur einem Jahr erfolgte. Am selben Tag seiner Freistellung in Barnsley nahm er die nächste Verpflichtung an, die in der nordamerikanischen Major League Soccer bei dem kanadischen Klub Toronto FC lag.
Ricketts schoss seine ersten beiden Tore in der MLS am 14. Juni 2008 gegen die Colorado Rapids und absolvierte 2008 insgesamt 27 Pflichtspiele. Davon war nur eines nicht von Beginn an und zu seinen vier Toren in der regulären Saison kamen zwei weitere Treffer zum Gewinn der kanadischen Vizemeisterschaft. Das zweite Jahr 2009 stellte sich für Ricketts deutlich schwerer dar, als ihm mit dem kanadischen Nationalspieler Dwayne De Rosario und dem US-amerikanischen Talent Sam Cronin zwei Konkurrenten auf seiner Position stetig vorgezogen wurden und ihm zudem zum Verhängnis wurde, dass er über die Internetplattform Twitter seine Unzufriedenheit bezüglich der fehlenden Spielpraxis äußerte. Im Juni 2009 stellte der Toronto FC seinen englischen Spieler frei und gab als Grund an, durch das eingesparte Gehalt im Rahmen des Salary Caps nun mit Ali Gerba einen weiteren kanadischen Nationalspieler verpflichten zu können.
Nach seiner Entlassung in Toronto lehnte Ricketts nach Medienangaben die Offerten einiger englischer Klubs ab und absolvierte stattdessen im August 2009 ein Probetraining beim schottischen Klub FC Aberdeen. Trotz einiger guter Auftritte in der Saisonvorbereitung sah man jedoch bei den „Dons“ von einem Kauf der Flügelspielers ab, da ansonsten Schwierigkeiten bei der Einhaltung des Gehaltsbudgets befürchtet wurden.
Im Frühjahr 2010 war Ricketts kurzzeitig im Kader des ungarischen Erstligisten Diósgyőri VTK, kam dort aber nur in einem einzigen Ligaspiel der A-Mannschaft zum Zuge und stieg am Ende der Saison 2009/10 mit dem Klub in die zweitklassige Nemzeti Bajnokság ab.
Im Herbst 2010 stand Ricketts für kurze Zeit beim Moldawischen Top-Club FC Dacia Chișinău unter Vertrag.
Am 4. Januar 2011 absolvierte er ein Training beim deutschen Drittligisten Kickers Offenbach. Von Februar 2011 an spielte Ricketts beim SV Wilhelmshaven in der Regionalliga Nord, der Vertrag lief bis zum 30. Juni 2011.
Im August desselben Jahres unterschrieb der Flügelspieler einen Vertrag beim irischen Rekordmeister den Shamrock Rovers bis zum Saisonende 2011. Danach war er zunächst vereinslos.
Ende März 2012 unterschrieb er dann beim englischen Klub Exeter City, den er jedoch nach nur einem Spiel im nächsten Monat schon wieder verließ. Im August 2012 wechselte er dann zum indischen Erstligisten Dempo SC. Dort kam er bis zum Saisonende 2012 zu zehn Einsätzen und erzielte ein Tor.
2013 spielte Ricketts beim ecuadorianischen Erstligisten Deportivo Quevedo, im Jahr darauf beim PTT Rayong in Thailand. Weitere und letzte Stationen befanden sich in Hongkong, Bangladesch, zurück in England und schließlich nach eineinhalb Jahren Pause im Jahr 2018 wieder in Kanada.

## Erfolge
- FA Youth Cup: 2000, 2001